# Francisco Acúrsio
Francisco Acúrsio (em latim: Franciscus Accursius; em italiano:  Francesco d'Accorso; Bolonha, 1225 – Bolonha, 1293) foi um advogado italiano, filho do célebre jurisconsulto e glosador Acúrsio.

## Biografia

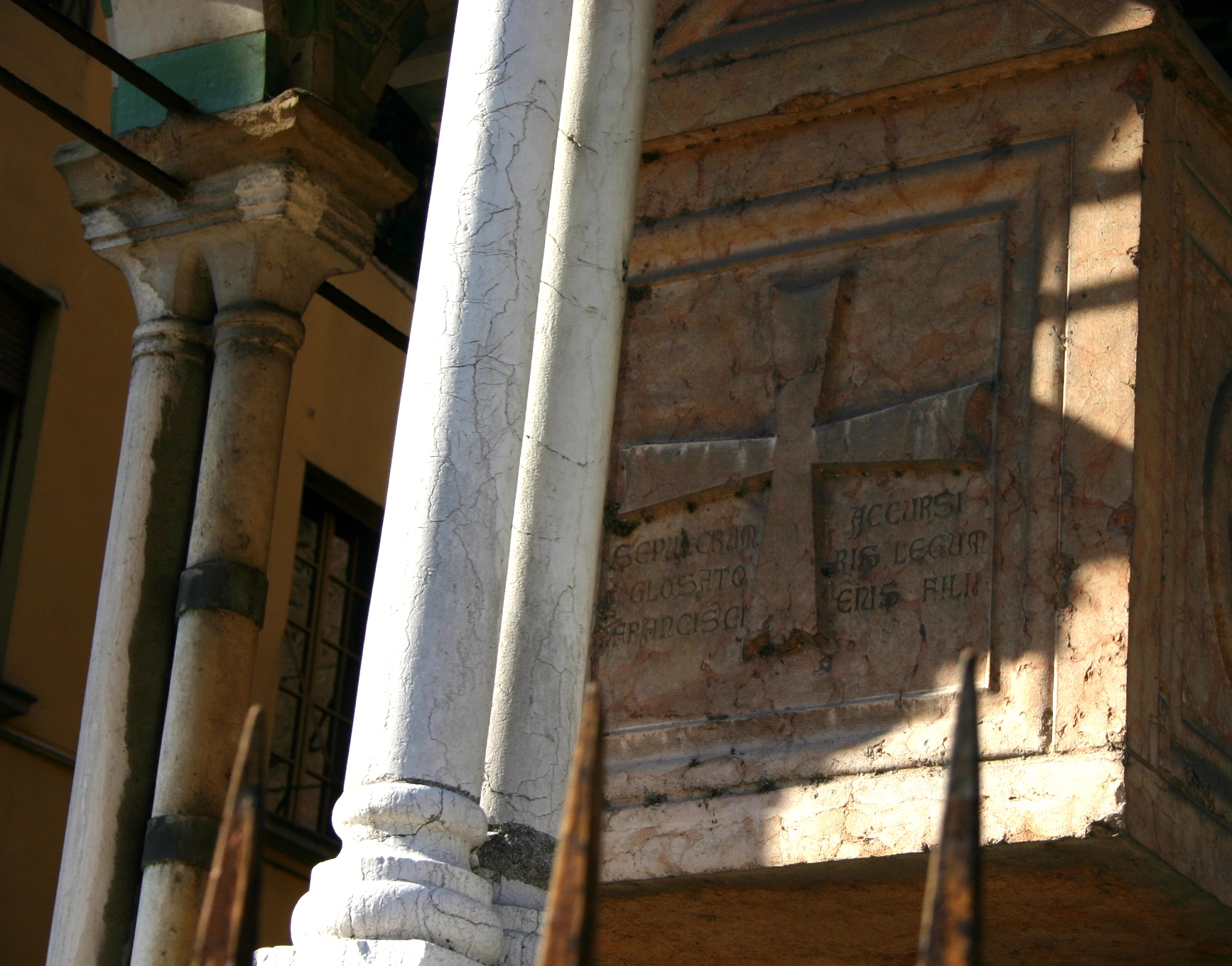
Lápide de Francisco em Bolonha, Itália

Nascido em Bolonha, Francisco destacou-se mais por seu tato do que pela sua sabedoria. Eduardo I da Inglaterra, em retorno da Palestina, levou-o consigo para a Inglaterra. O rei convidou-o para dar aulas em Oxford, e em 1275 ou 1276 deu palestras sobre Direito na universidade. Retornou a Bolonha em 1282, e exerceu a advocacia até sua morte.
Dante coloca Francisco no Inferno entre os sodomitas (Inferno XV, 110). O túmulo dele e de seu pai em Bolonha traz a inscrição: "Sepulchrum Accursii, glossatoris legum, et Francisci, ejus filii".